# Jettingen-Scheppach
Jettingen-Scheppach är en köping (Markt) i Landkreis Günzburg i Regierungsbezirk Schwaben i förbundslandet Bayern i Tyskland. Köpingen, som är belägen mellan Ulm och Augsburg, har cirka 7 000 invånare.
Köpingen bildades 1 januari 1970 genom en sammanslagning av köpingen Jettingen och kommunen Scheppach.